# ماریانکا (استان لوبوسکی)
ماریانکا (استان لوبوسکی) (به لهستانی: Marianka) یک روستا در لهستان است که در گمینا بروده (استان لوبوسکی) واقع شده‌است.
 ماریانکا  ۹۲ نفر جمعیت دارد.